# Magyar Úszó Egyesület
A Magyar Úszó Egyesület (MÚE) egy 1893-ban alakult és 1948-ban megszűnt sportegyesület.

## Története
A Magyar AC (MAC) úszóinak körében vetődött fel egy önálló úszó egyesület alakításának eszméje. Az egyesület fő feladata az úszók versenyeztetése itthon és külföldön. Első versenyét 1894-ben rendezte Budapesten, ekkor szerepeltek első ízben a magyar vízen a külföldi úszók. A következő esztendőben az egyesület úszói már elárasztották Európa nagyvárosait. A MÚE alapító egyesülete a Magyar Atlétikai Szövetségnek (MASZ) és a MAK-nak.
A magyar labdarúgás kibontakozásának idején az elsők között sietett részt kérni az úttörés nehéz munkájából és 1898-ban meg is alakította labdarúgó szakosztályát. 1901-ben a bajnokság második helyezettje és ugyanakkor megnyerte a Sportvilág által kiírt hatos futballtornát. 1905-ig vett részt az első osztályú bajnokságban – legjobb játékosai eligazoltak –, kiesett a legfelsőbb osztályból. 1908-tól a második osztályban szerepelt, de 1914-ben végleg feloszlatta labdarúgó alosztályát.
A Tanácsköztársaság bukása után újult erővel látott hozzá a megújulás munkálataihoz. Az ifjúság körében az úszósport érdekében végzett propagandája következtében az egyesület hihetetlen fejlődésnek indult. Nagy érdemei vannak a klubnak a hölgyúszó sport népszerűsítése terén és rövidesen a leányifjúság hatalmas tömegei gyülekeztek az egyesületbe. Az utolsó években részt vesz a jégsport mozgalmában is.
A MASZ, a Magyar Országos Korcsolyázó Szövetség (MOKSZ) és a Magyar Úszó Szövetségnek (MÚSZ).

## Az egyesület híres labdarúgói
* a félkövérrel írt játékosok rendelkeznek felnőtt válogatottsággal.
- Csüdör Ferenc
- Fehéry Ákos
- Holits Ödön
- Révész Béla

## Elnök
- Füzesséry Zoltán dr.

## Titkár
- Mérai János